# Výsledky Slavie Praha v evropských fotbalových pohárech
Toto je přehled všech výsledků fotbalové Slavie Praha v evropských fotbalových pohárech.

## Výsledky

### Liga mistrů UEFA
- 1996/97 předkolo
- 2000/01 3. předkolo
- 2001/02 3. předkolo
- 2003/04 3. předkolo
- 2005/06 3. předkolo
- 2007/08 3. místo v základní skupině
- 2008/09 3. předkolo
- 2009/10 3. předkolo
- 2017/18 4. předkolo
- 2018/19 3. předkolo
- 2019/20 4. místo v základní skupině
- 2020/21 4. předkolo
- 2021/22 3. předkolo
- 2024/25 4. předkolo

#### Přehled výsledků
| Sezóna  | Kolo        | Stát                | Klub                        | Skóre                    | Střelci branek                                                  |
| ------- | ----------- | ------------------- | --------------------------- | ------------------------ | --------------------------------------------------------------- |
| 1996/97 | předkolo    | Švýcarsko           | Grasshopper-Club Zürich     | 0:6 (0:5, 0:1)           |                                                                 |
| 2000/01 | 2. předkolo | Ázerbájdžán         | Šamkir FK                   | 5:1 (1:0, 4:1)           | Luděk Zelenka, Tomáš Došek, Richard Dostálek, Petr Švancara     |
|         | 3. předkolo | Ukrajina            | FK Šachtar Doněck           | 1:2 (1:0, 0:2 po prodl.) | Ivo Ulich                                                       |
| 2001/02 | 3. předkolo | Řecko               | Panathinaikos FC            | 1:3 (1:2, 0:1)           | Pavel Kuka                                                      |
| 2003/04 | 2. předkolo | Bosna a Hercegovina | FK Leotar Trebinje          | 4:1 (2:1, 2:0)           | Evandro Adauto da Silva, R. Dostálek, Pavel Kuka, Rudolf Skácel |
|         | 3. předkolo | Španělsko           | Celta de Vigo               | 2:3 (0:3, 2:0)           | Richard Dostálek, Tomáš Hrdlička,                               |
| 2005/06 | 3. předkolo | Belgie              | RSC Anderlecht              | 1:4 (1:2, 0:2)           | Lukáš Jarolím                                                   |
| 2007/08 | 2. předkolo | Slovensko           | MŠK Žilina                  | 0:0 (0:0, 0:0, 4:3 pen.) |                                                                 |
|         | 3. předkolo | Nizozemsko          | AFC Ajax                    | 3:1 (1:0, 2:1)           | David Kalivoda, Stanislav Vlček                                 |
|         | skupina H   | Rumunsko            | Steaua Bukurešť (doma)      | 2:1                      | Zdeněk Šenkeřík, Tijani Belaid                                  |
|         | skupina H   | Španělsko           | Sevilla FC (venku)          | 2:4                      | Daniel Pudil, D. Kalivoda                                       |
|         | skupina H   | Anglie              | Arsenal FC (venku)          | 0:7                      |                                                                 |
|         | skupina H   | Anglie              | Arsenal FC (doma)           | 0:0                      |                                                                 |
|         | skupina H   | Rumunsko            | Steaua Bukurešť (venku)     | 1:1                      | Z. Šenkeřík                                                     |
|         | skupina H   | Španělsko           | Sevilla FC (doma)           | 0:3                      |                                                                 |
| 2008/09 | 3. předkolo | Itálie              | ACF Fiorentina              | 0:2 (0:2, 0:0)           |                                                                 |
| 2009/10 | 3. předkolo | Moldavsko           | FC Sheriff Tiraspol         | 1:1 (0:0, 1:1)           | Adam Hloušek                                                    |
| 2017/18 | 3. předkolo | Bělorusko           | BATE Borisov                | 2:2 (1:0, 1:2)           | Milan Škoda                                                     |
|         | 4. předkolo | Kypr                | APOEL FC                    | 0:2 (0:2, 0:0)           |                                                                 |
| 2018/19 | 3. předkolo | Ukrajina            | Dynamo Kyjev                | 1:3 (1:1, 0:2)           | Josef Hušbauer                                                  |
| 2019/20 | 4. předkolo | Rumunsko            | CFR Kluž                    | 2:0 (1:0, 1:0)           | Lukáš Masopust, Jan Bořil                                       |
|         | skupina F   | Itálie              | Inter Milán (venku)         | 1:1                      | Peter Olayinka                                                  |
|         | skupina F   | Německo             | Borussia Dortmund (doma)    | 0:2                      |                                                                 |
|         | skupina F   | Španělsko           | FC Barcelona (doma)         | 1:2                      | Jan Bořil                                                       |
|         | skupina F   | Španělsko           | FC Barcelona (venku)        | 0:0                      |                                                                 |
|         | skupina F   | Itálie              | Inter Milán (doma)          | 1:3                      | Tomáš Souček                                                    |
|         | skupina F   | Německo             | Borussia Dortmund (venku)   | 1:2                      | Tomáš Souček                                                    |
| 2020/21 | 4. předkolo | Dánsko              | FC Midtjylland              | 1:4 (0:0, 1:4)           | Peter Olayinka                                                  |
| 2021/22 | 3. předkolo | Maďarsko            | Ferencvárosi TC             | 1:2 (0:2, 1:0)           | Lukáš Masopust                                                  |
| 2024/25 | 3. předkolo | Belgie              | Royale Union Saint-Gilloise | 4:1 (3:1, 1:0)           | Tomáš Chorý Oscar Dorley Václav Jurečka                         |
|         | 4. předkolo | Francie             | Lille OSC                   | 2:3 (0:2, 2:1)           | Christos Zafeiris Ivan Schranz                                  |

### Pohár UEFA/Evropská liga UEFA
- 1976/77 1. kolo
- 1977/78 1. kolo
- 1985/86 1. kolo
- 1992/93 1. kolo
- 1993/94 1. kolo
- 1994/95 1. kolo
- 1995/96 semifinále (prohra s FC Girondins de Bordeaux)
- 1996/97 2. kolo
- 1998/99 2. kolo
- 1999/00 čtvrtfinále (prohra s Leeds United FC)
- 2000/01 4. kolo
- 2001/02 1. kolo
- 2002/03 4. kolo
- 2003/04 2. kolo
- 2004/05 2. předkolo
- 2005/06 3. kolo
- 2006/07 1. kolo
- 2007/08 3. kolo
- 2008/09 základní skupina
- 2009/10 základní skupina
- 2016/17 4. předkolo
- 2017/18 základní skupina
- 2018/19 čtvrtfinále (prohra s Chelsea FC)
- 2020/21 čtvrtfinále (prohra s Arsenal FC)
- 2021/22 4. předkolo
- 2023/24 osmifinále
- 2024/25 ligová fáze

#### Přehled výsledků
| Sezóna  | Kolo                 | Stát        | Klub                          | Skóre                              | Střelci branek |
| ------- | -------------------- | ----------- | ----------------------------- | ---------------------------------- | --- |
| 1976/77 | 1. kolo              | Bulharsko   | SFD Akademik Sofija           | 2:3 (2:0, 0:3 po prodl.)           | Peter Herda, Dušan Radolský                                                                                          |
| 1977/78 | 1. kolo              | Belgie      | Royal Standard Liège          | 3:3 (0:1, 3:2)                     | František Veselý, Zbyněk Hotový, Karel Nachtman                                                                      |
| 1985/86 | 1. kolo              | Skotsko     | St. Mirren FC                 | 1:3 (1:0, 0:3 po prodl.)           | Miroslav Kouřil |
| 1992/93 | 1. kolo              | Skotsko     | Heart of Midlothian FC        | 3:4 (1:0, 2:4)                     | Vladimir Tatarčuk, Jaroslav Šilhavý, Pavel Kuka                                                                      |
| 1993/94 | 1. kolo              | Řecko       | OFI Kréta                     | 1:2 (1:1, 0:1)                     | Patrik Berger |
| 1994/95 | předkolo             | Irsko       | Cork City FC                  | 6:0 (2:0, 4:0)                     | Vladimír Šmicer, Jan Suchopárek, Roman Hogen, Jiří Vávra, Patrik Berger                                              |
|         | 1. kolo              | Švédsko     | AIK Stockholm                 | 2:2 (0:0, 2:2)                     | Jan Suchopárek, Radek Bejbl                                                                                          |
| 1995/96 | předkolo             | Rakousko    | SK Sturm Graz                 | 2:1 (1:0, 1:1)                     | Radek Bejbl, Martin Hyský                                                                                            |
|         | 1. kolo              | Německo     | SC Freiburg                   | 2:1 (2:1, 0:0)                     | Pavel Novotný, Martin Pěnička                                                                                        |
|         | 2. kolo              | Švýcarsko   | FC Lugano                     | 3:1 (2:1, 1:0)                     | Robert Vágner, Martin Pěnička, Vladimír Šmicer                                                                       |
|         | 3. kolo              | Francie     | RC Lens                       | 1:0 (0:0, 1:0 po prodl.)           | Karel Poborský |
|         | čtvrtfinále          | Itálie      | AS Řím                        | 3:3 (2:0, 1:3 po prodl.)           | Karel Poborský, Robert Vágner, Jiří Vávra                                                                            |
|         | semifinále           | Francie     | Girondins Bordeaux            | 0:2 (0:1, 0:1)                     | |
| 1996/97 | 1. kolo              | Švédsko     | Malmö FF                      | 5:2 (2:1, 3:1)                     | Slađan Ašanin, Robert Vágner, Martin Pěnička, Pavel Horváth                                                          |
|         | 2. kolo              | Španělsko   | Valencia CF                   | 0:1 (0:0, 0:1)                     | |
| 1998/99 | 2. předkolo          | Slovensko   | FK Inter Bratislava           | 4:2 (4:0, 0:2)                     | Robert Vágner, Luboš Kozel, Jiří Skála                                                                               |
|         | 1. kolo              | Německo     | FC Schalke 04                 | 1:1 (0:1, 1:0 po prodl., 5:4 pen.) | Richard Dostálek |
|         | 2. kolo              | Itálie      | Bologna FC                    | 1:4 (1:2, 0:2)                     | Richard Dostálek |
| 1999/00 | 1. kolo              | Srbsko      | FK Vojvodina Novi Sad         | 3:2 (0:0, 3:2)                     | Adam Petrouš, Tomáš Došek, Luděk Zelenka                                                                             |
|         | 2. kolo              | Švýcarsko   | Grasshopper Club Zürich       | 3:2 (3:1, 0:1)                     | Ivo Ulich, Tomáš Kuchař                                                                                              |
|         | 3. kolo              | Rumunsko    | Steaua Bukurešť               | 5:2 (4:1, 1:1)                     | Richard Dostálek, Tomáš Došek, Pavel Horváth                                                                         |
|         | osmifinále           | Itálie      | Udinese Calcio                | 2:2 (1:0, 1:2)                     | vlastní Marco Zanchi, Libor Koller                                                                                   |
|         | čtvrtfinále          | Anglie      | Leeds United AFC              | 2:4 (0:3, 2:1)                     | Ivo Ulich |
| 2000/01 | 1. kolo              | Dánsko      | AB Kodaň                      | 5:0 (3:0, 2:0)                     | Tomáš Kuchař, Tomáš Došek, Richard Dostálek                                                                          |
|         | 2. kolo              | Řecko       | OFI Kréta                     | 6:3 (2:2, 4:1)                     | Radim Nečas, Karel Rada, Luděk Zelenka, Tomáš Kuchař, vlastní                                                        |
|         | 3. kolo              | Chorvatsko  | NK Osijek                     | 5:3 (0:2, 5:1)                     | Tomáš Došek, Luděk Zelenka, Tomáš Kuchař                                                                             |
|         | 4. kolo              | Německo     | 1. FC Kaiserslautern          | 0:1 (0:0, 0:1)                     | |
| 2001/02 | 1. kolo              | Švýcarsko   | Servette FC                   | 1:2 (0:1, 1:1)                     | Adam Petrouš |
| 2002/03 | 1. kolo              | Belgie      | RE Mouscron                   | 7:3 (2:2, 5:1)                     | Štěpán Vachoušek, Adam Petrouš, Tomáš Došek, Patrik Gedeon, Evandro Adauto da Silva                                  |
|         | 2. kolo              | Srbsko      | Partizan Bělehrad             | 6:4 (1:3, 5:1 po prodl.)           | Richard Dostálek, Štěpán Vachoušek, Adam Petrouš, Patrik Gedeon, Evandro Adauto da Silva                             |
|         | 3. kolo              | Řecko       | PAOK Soluň                    | 4:1 (0:1, 4:0)                     | Pavel Kuka, Rudolf Skácel, Štěpán Vachoušek                                                                          |
|         | 4. kolo              | Turecko     | Beşiktaş JK                   | 3:4 (1:0, 2:4)                     | Tomáš Došek, Richard Dostálek, Tomáš Hrdlička                                                                        |
| 2003/04 | 1. kolo              | Srbsko      | FK Smederevo                  | 4:2 (2:1, 2:1)                     | Tomáš Došek, Radek Bejbl, Richard Dostálek, Evandro Adauto da Silva                                                  |
|         | 2. kolo              | Bulharsko   | PFK Levski Sofia              | 2:2 (2:2, 0:0)                     | Pavel Kuka, Pavel Fořt                                                                                               |
| 2004/05 | 2. předkolo          | Gruzie      | FC Dinamo Tbilisi             | 3:3 (3:1, 0:2)                     | Evandro Adauto da Silva, Karel Piták, David Kalivoda                                                                 |
| 2005/06 | 1. kolo              | Irsko       | Cork City FC                  | 4:1 (2:0, 2:1)                     | Tomáš Hrdlička, Karel Piták, Stanislav Vlček                                                                         |
|         | 2. kolo (skupina A)  | Bulharsko   | PFK CSKA Sofia                | 4:2                                | Pavel Fořt, Stanislav Vlček Karel Piták                                                                              |
|         | 2. kolo (skupina A)  | Norsko      | Viking FK                     | 2:2                                | Stanislav Vlček Karel Piták                                                                                          |
|         | 2. kolo (skupina A)  | Francie     | AS Monaco FC                  | 0:2                                | |
|         | 2. kolo (skupina A)  | Německo     | Hamburger SV                  | 0:2                                | |
|         | 3. kolo              | Itálie      | US Città di Palermo           | 2:2 (2:1, 0:1)                     | Lukáš Jarolím, vlastní Andrea Barzagli                                                                               |
| 2006/07 | 2. předkolo          | Ázerbájdžán | Karvan İK                     | 2:0 (2:0, 0:0)                     | Tomáš Hrdlička, Pavel Fořt                                                                                           |
|         | 1. kolo              | Anglie      | Tottenham Hotspur FC          | 0:2 (0:1, 0:1)                     | |
| 2007/08 | 3. kolo              | Anglie      | Tottenham Hotspur FC          | 2:3 (1:2, 1:1)                     | David Střihavka, Matej Krajčík                                                                                       |
| 2008/09 | 1. kolo              | Rumunsko    | FC Vaslui                     | 1:1 (0:0, 1:1)                     | Erich Brabec |
|         | 2. kolo (skupina F)  | Anglie      | Aston Villa FC                | 0:1                                | |
|         | 2. kolo (skupina F)  | Slovensko   | MŠK Žilina                    | 0:0                                | |
|         | 2. kolo (skupina F)  | Německo     | Hamburger SV                  | 0:2                                | |
|         | 2. kolo (skupina F)  | Nizozemsko  | AFC Ajax                      | 2:2                                | Jaroslav Černý, vlastní Van der Wiel                                                                                 |
| 2009/10 | 4. předkolo          | Srbsko      | FK Crvena zvezda              | 4:2 (3:0, 1:2)                     | Zdeněk Šenkeřík, Stanislav Vlček                                                                                     |
|         | základní skupina – B | Španělsko   | Valencia CF                   | 3:3 (1:1, 2:2)                     | Riste Naumov, Peter Grajciar, Petr Janda                                                                             |
|         | základní skupina – B | Francie     | Lille OSC                     | 2:8 (1:5, 1:3)                     | Tijani Belaid, Stanislav Vlček                                                                                       |
|         | základní skupina – B | Itálie      | FC Janov                      | 0:2 (0:2, 0:0)                     | |
| 2016/17 | 2. předkolo          | Estonsko    | FC Levadia Tallinn            | 3:3 (1:3, 2:0)                     | Muris Mešanović, Milan Škoda, Gino van Kessel                                                                        |
|         | 3. předkolo          | Portugalsko | Rio Ave FC                    | 1:1 (0:0, 1:1)                     | Josef Hušbauer |
|         | 4. předkolo          | Belgie      | RSC Anderlecht                | 0:6 (0:3, 0:3)                     | |
| 2017/18 | základní skupina - A | Izrael      | Maccabi Tel Aviv FC           | 3:0 (1:0, 2:0)                     | Tomáš Necid, Josef Hušbauer                                                                                          |
|         | základní skupina - A | Španělsko   | Villareal                     | 2:4 (2:2, 0:2)                     | Tomáš Necid Danny |
|         | základní skupina - A | Kazachstán  | FC Astana                     | 1:2 (1:1, 0:1)                     | Michael Ngadeu-Ngadjui                                                                                               |
| 2018/19 | základní skupina - C | Francie     | Girondins Bordeaux            | 1:2 (1:0, 0:2)                     | Jaromír Zmrhal |
|         | základní skupina - C | Rusko       | Zenit Petrohrad               | 2:1 (0:1, 2:0)                     | Jaromír Zmrhal, Miroslav Stoch                                                                                       |
|         | základní skupina - C | Dánsko      | FC Kodaň                      | 1:0 (1:0, 0:0)                     | Jan Matoušek |
|         | 1/16finále           | Belgie      | KRC Genk                      | 4:1 (0:0, 4:1)                     | Milan Škoda Vladimír Coufal Ibrahim Traoré                                                                           |
|         | 1/8finále            | Španělsko   | FC Sevilla                    | 6:5 (2:2, 4:3p.)                   | Michael Ngadeu-Ngadjui Tomáš Souček Mick van Buren Ibrahim Traoré Alex Král Miroslav Stoch                           |
|         | 1/4finále            | Anglie      | Chelsea FC                    | 3:5 (0:1, 3:4)                     | Tomáš Souček Petr Ševčík                                                                                             |
| 2020/21 | základní skupina - C | Izrael      | Hapoel Beer Ševa FC           | 4:3 (1:3, 3:0)                     | Lukáš Provod Abdallah Sima Nicolae Stanciu vlastní Twito                                                             |
|         | základní skupina - C | Německo     | Bayer 04 Leverkusen           | 1:4 (1:0, 0:4)                     | Peter Olayinka |
|         | základní skupina - A | Francie     | OGC Nice                      | 6:3 (3:2, 3:1)                     | Jan Kuchta Abdallah Sima Ondřej Lingr Peter Olayinka                                                                 |
|         | 1/16finále           | Anglie      | Leicester City FC             | 2:0 (0:0, 2:0)                     | Lukáš Provod Abdallah Sima                                                                                           |
|         | 1/8finále            | Skotsko     | Rangers FC                    | 3:1 (1:1, 2:0)                     | Nicolae Stanciu Peter Olayinka                                                                                       |
|         | 1/4finále            | Anglie      | Arsenal FC                    | 1:5 (1:1, 0:4)                     | Tomáš Holeš |
| 2021/22 | 4. předkolo          | Polsko      | Legia Warszawa                | 3:4 (2:2, 1:2)                     | Lukáš Masopust, Alexander Bah Ubong Ekpai                                                                            |
| 2023/24 | 3. předkolo          | Ukrajina    | SK Dnipro-1                   | 4:1 (3:0, 1:1)                     | Ivan Schranz Conrad Wallem Václav Jurečka                                                                            |
|         | 4. předkolo          | Ukrajina    | FK Zorja Luhansk              | 3:2 (2:0, 1:2)                     | Mohamed Tijani Lukáš Masopust Matěj Jurásek                                                                          |
|         | základní skupina - G | Švýcarsko   | Servette FC                   | 6:0 (2:0, 4:0)                     | Lukáš Masopust Igoh Ogbu David Douděra Ivan Schranz Mojmír Chytil                                                    |
|         | základní skupina - G | Moldavsko   | Šerif Tiraspol                | 9:2 (6:0, 3:2)                     | Mojmír Chytil Igoh Ogbu Ivan Schranz David Douděra vlastní Garananga Václav Jurečka Christos Zafeiris Mohamed Tijani |
|         | základní skupina - G | Itálie      | AS Řím                        | 2:2 (0:2, 2:0)                     | Václav Jurečka Lukáš Masopust                                                                                        |
|         | 1/8finále            | Itálie      | AC Milán                      | 3:7 (2:4, 1:3)                     | David Douděra Ivan Schranz Matěj Jurásek                                                                             |
| 2023/24 | Ligová fáze          | Bulharsko   | PFK Ludogorec Razgrad (venku) | 2:0                                | Matěj Jurásek Mojmír Chytil                                                                                          |
|         | Ligová fáze          | Nizozemsko  | AFC Ajax (doma)               | 1:1                                | Tomáš Chorý |
|         | Ligová fáze          | Španělsko   | Athletic Bilbao (venku)       | 0:1                                | |
|         | Ligová fáze          | Německo     | Eintracht Frankfurt (venku)   | 0:1                                | |
|         | Ligová fáze          | Turecko     | Fenerbahçe SK (doma)          | 1:2                                | Tomáš Chorý |
|         | Ligová fáze          | Belgie      | RSC Anderlecht (doma)         | 1:2                                | Tomáš Chorý |
|         | Ligová fáze          | Řecko       | PAOK Soluň (venku)            | 0:2                                | |
|         | Ligová fáze          | Švédsko     | Malmö FF (doma)               | 2:2                                | Tomáš Chorý Ivan Schranz                                                                                             |

### Pohár veletržních měst
- 1967/68 1. kolo
- 1968/69 2. kolo

#### Přehled výsledků
| Sezóna  | Kolo    | Stát     | Klub         | Skóre          | Střelci branek                                            |
| ------- | ------- | -------- | ------------ | -------------- | --------------------------------------------------------- |
| 1967/68 | 1. kolo | Německo  | 1. FC Köln   | 2:4 (0:2, 2:2) | Bedřich Tesař, Jan Lála                                   |
| 1968/69 | 1. kolo | Rakousko | Wiener SC    | 5:1 (0:1, 5:0) | Karel Nepomucký, B. Tesař, Miloslav Ziegler, Ivan Kopecký |
|         | 2. kolo | Německo  | Hamburger SV | 4:5 (1:4, 3:1) | Bedřich Tesař Ivan Kopecký František Veselý Štefan Lukáč  |

### Pohár vítězů pohárů
- 1974/75 1. kolo
- 1997/98 2. kolo

#### Přehled výsledků
| Sezóna  | Kolo        | Stát             | Klub               | Skóre                    | Střelci branek                                                               |
| ------- | ----------- | ---------------- | ------------------ | ------------------------ | ---------------------------------------------------------------------------- |
| 1974/75 | 1. kolo     | Východní Německo | FC Carl Zeiss Jena | 1:1 (1:0, 0:1, 2:3 pen.) | Herda                                                                        |
| 1997/98 | 1. kolo     | Švýcarsko        | FC Luzern          | 6:2 (4:2, 2:0)           | Slađan Ašanin, Karel Vácha R. Vágner, Vladimír Labant, vlastní Hristo Koilov |
|         | 2. kolo     | Francie          | OGC Nice           | 3:3 (2:2, 1:1)           | K. Vácha, V. Labant                                                          |
|         | čtvrtfinále | Německo          | VfB Stuttgart      | 1:3 (1:1, 0:2)           | K. Vácha                                                                     |

### Evropská konferenční liga UEFA

#### Přehled výsledků
- 2021/22 čtvrtfinále
- 2022/23 základní skupina

| Sezóna  | Kolo                 | Stát       | Klub                | Skóre            | Střelci branek                                                                                        |
| ------- | -------------------- | ---------- | ------------------- | ---------------- | --- |
| 2021/22 | základní skupina – E | Německo    | 1. FC Union Berlin  | 4:2 (3:1, 1:1)   | Alexander Bah, Jan Kuchta, Ivan Schranz                                                               |
|         | základní skupina – E | Nizozemsko | Feyenoord           | 3:4 (1:2, 2:2)   | Tomáš Holeš, Peter Olayinka, Jan Kuchta                                                               |
|         | základní skupina – E | Izrael     | Makabi Haifa FC     | 1:1 (0:1, 1:0)   | Jan Kuchta                                                                                            |
|         | 1/16 finále          | Turecko    | Fenerbahce Istanbul | 6:4 (3:2, 3:2)   | Ibrahim Traoré, Oscar Dorley, Ondřej Lingr, Ivan Schranz, Yira Sor                                    |
|         | 1/8 finále           | Rakousko   | LASK Linz           | 7:5 (4:1, 3:4)   | Yira Sor, Peter Olayinka, Ibrahim Traoré Alexander Bah                                                |
|         | 1/4 finále           | Nizozemsko | Feyenoord           | 4:6 (3:3, 1:3)   | Peter Olayinka, Yira Sor, Ibrahim Traoré                                                              |
| 2022/23 | 2. předkolo          | Gibraltar  | St Joseph's FC      | 11:0 (4:0, 7:0)  | Yira Sor, Ewerton, Ondřej Lingr Peter Olayinka Václav Jurečka Daniel Fila Christ Tiéhi Ibrahim Traoré |
|         | 3. předkolo          | Řecko      | Panathinaikos FC    | 3:1 (2:0, 1:1)   | Ivan Schranz, Moses Usor, Václav Jurečka                                                              |
|         | 4. předkolo          | Polsko     | Raków Częstochowa   | 2:1 (1:2, 2:0p.) | Tomáš Holeš, Moses Usor Ivan Schranz                                                                  |
|         | základní skupina – G | Turecko    | Sivasspor           | 2:2 (1:1, 1:1)   | Peter Olayinka vlastní                                                                                |
|         | základní skupina – G | Kosovo     | KF Ballkani         | 4:2 (3:2, 1:0)   | vlastní Peter Olayinka Lukáš Masopust Ondřej Lingr                                                    |
|         | základní skupina – G | Rumunsko   | CFR Kluž            | 0:3 (0:1, 0:2)   | |

## Hráči

### Odehrané zápasy
| Hráč           | Zápasy |
| -------------- | ------ |
| Jan Bořil      | 60     |
| Lukáš Masopust | 58     |
| Oscar Dorley   | 56     |
| Peter Olayinka | 55     |
| Ibrahim Traoré | 52     |
| Tomáš Holeš    | 52     |

### Vstřelené góly
| Hráč             | Góly |
| ---------------- | ---- |
| Peter Olayinka   | 13   |
| Tomáš Došek      | 12   |
| Ivan Schranz     | 12   |
| Richard Dostálek | 11   |
| Robert Vágner    | 8    |
| Stanislav Vlček  | 8    |
| Yira Sor         | 8    |

### Čistá konta brankářů
| Hráč          | Čistá konta |
| ------------- | ----------- |
| Ondřej Kolář  | 17          |
| Radek Černý   | 12          |
| Jan Stejskal  | 12          |
| Aleš Mandous  | 9           |
| Martin Vaniak | 6           |

## Návštěvy

### Nejvyšší návštěvy venku
| Soupeř            | Sezona  | Diváků |
| ----------------- | ------- | ------ |
| FC Barcelona      | 2019/20 | 67 023 |
| Borussia Dortmund | 2019/20 | 65 079 |
| AS Řím            | 2023/24 | 64 934 |
| AS Řím            | 1995/96 | 63 859 |
| Arsenal FC        | 2007/08 | 59 621 |

### Nejvyšší návštěvy doma
| Soupeř            | Sezona  | Diváků |
| ----------------- | ------- | ------ |
| Aston Villa       | 2008/09 | 20 322 |
| Dynamo Kyjev      | 2018/19 | 19 370 |
| Borussia Dortmund | 2019/20 | 19 370 |
| Inter Milán       | 2019/20 | 19 370 |
| Feyenoord         | 2021/22 | 19 370 |
| Raków Częstochowa | 2022/23 | 19 370 |

pozn.: 19 370 je současná kapacita pro evropské poháry, utkání s Dortmundem, Interem, Kyjevem, Feyenoordem a Čestochovou byla vyprodána

### Nejnižší návštěvy
| Soupeř                        | Sezona  | Diváků |
| ----------------------------- | ------- | ------ |
| St Joseph's FC (venku)        | 2022/23 | 756    |
| FK Zorja Luhansk (venku)      | 2023/24 | 964    |
| FK Vojvodina Novi Sad (venku) | 1999/00 | 2000   |
| FC Levadia Tallinn (venku)    | 2016/17 | 2750   |
| Šamkir FK (doma)              | 2000/01 | 2819   |

pozn1: utkání s Vojvodinou v sezoně 1999/2000 se z bezpečnostních důvodů hrálo ve Skopje, s Luhaňskem v sezóně 2023/24 v Lublinu
pozn2: Zápasy sezony 2020/21 se kvůli pandemii koronaviru hrály bez diváků, popřípadě s minimem.